# Bijou Heron
Helene Wallace Stoepel (1 de septiembre de 1863 – 18 de marzo de 1937), más conocida como Bijou Heron, fue una actriz de teatro estadounidense, quién fue famosa como actriz infantil durante la década de 1870.

## Biografía
Helene Stoepel nació en la ciudad de Nueva York siendo hija del director de orquesta Robert Stoepel y de la actriz Matilda Heron. Hizo su primera aparición a los 6 años en una producción de la obra Medea en el Teatro Bowery, donde su madre fue la protagonista.
En 1873, Heron se unió en la compañía de Augustin Daly en el Teatro Fifth Avenue.  Hizo su primer papel principal en Monsieur Alphonse, una adaptación dramática de Alexandre Dumas. Heron recibía elogios por la crítica por su interpretación de Oliver en Oliver Twist. Donde también fue protagonizada por Fanny Davenport, Charles Fisher, y James Lewis. En 1876, se unió en la compañía de A. M. Palmer en el Teatro Union Square. Apareció en Miss Multon juntó con Clara Morris donde interpretó a Smike, la obra era una adaptación de Nicholas Nickleby. Heron realizó una gira con la compañía de A. M. Palmer, donde duró tres meses en San Francisco. Tras regresar a Nueva York, se le pidió a Heron que reemplazará a Sara Jewett en A Celebrated Case, protagonizado por Charles Coghlan. Más tarde, Heron apareció en The School for Scandal juntó con Coghlan, John Parcelle, Harry Crisp y Ann Gilbert.
Heron se mudó a Inglaterra tras la muerte de su madre en 1877. Ahí apareció en varias producciones  en el Teatro Court en Londres junto con Maurice Barrymore y Arthur Cecil. Heron realizó una gira con el actor y dramaturgo Dion Boucicault en Inglaterra.  Después de regresar a Nueva York, Heron se reincorporó en la compañía de Daly. Heron actuó en Odette juntó con el actor el actor y productor Henry Miller con quién se casó el 1 de febrero de 1883 en Nueva York. Los Millers actuaron y realizaron una gira con C.W. Couldock en Hazel Kirke bajo la dirección de Daniel Frohman. Los Millers posiblemente se establecieron en la compañía de Clara Morris.
La pareja tuvo tres hijos: el productor teatral Gilbert Heron Miller, el actor y director John Heron Miller (también conocido como Henry Miller, Jr.) y Agnes Heron Miller, actriz y esposa del actor Tim McCoy.
Heron murió el 18 de marzo de 1937 en su casa en la ciudad de Nueva York y fue enterrada en el cementerio de Green-Wood en Brooklyn, Nueva York.